# Пискарівка (станція)
Пискарі́вка — вузлова залізнична станція 4 класу в Калінінському районі Санкт-Петербурга. Розташована на Сполучній лінії Жовтневої залізниці (якщо точніше — на Фінляндській сполучній лінії, яка сполучає станції Санкт-Петербург-Сортувальний-Московський та Санкт-Петербург-Фінляндський, відлік кілометражу від СПб-Сорт. Московський). Через Пискарівку прямують приміські поїзди на  Ковальське, Ладозьке Озеро та Невську Дубрівку.
Електрифікована в 1958 році в складі дільниці Санкт-Петербург-Фінляндський — Мірошницький Струмок.
Через перони Пискарівки перекинуто пішохідний міст.
Станція отримала свою назву по історичному району Пискарівка.

## Опис
Станція має чотири колії, три з них примикають до платформ і використовуються переважно приміськими й рідше вантажними поїздами, і одна, яка використовується тільки вантажними поїздами.
Від станції відходять напрямки на Ручьї, Ржевка та Санкт-Петербург-Ладозький.